# Jaroslav Kaiser
Jaroslav Kaiser (21. února 1919 Lázně Bělohrad – 9. června 2007 Praha) byl český grafik, malíř a pedagog. V rámci své tvorby vytvořil kolem tři sta sedmdesáti ex libris  pro české i zahraniční sběratele. 

## Životopis
Jaroslav Kaiser se narodil 21. února 1919 v Lázních Bělohrad. Jeho otec, vyučený dekoratér, pracoval jako strojník na statku a také  jako topič v textilním závodě ve Dvoře Králové nad Labem. Zajímal se o techniku a odebíral technické časopisy. Technická zvídavost se projevila i u syna Jaroslava. Do základní školy chodil ve Dvoře Králové nad Labem a zde se také vyučil litografem.
Setkání Jaroslava s malířem a grafikem Karlem Štikou ovlivnilo jeho rozhodnutí stát se malířem. V letech 1936 až 1942 studoval na Malířské škole Spolku výtvarných umělců Mánes. Mezi jeho učitele patřil profesor Vladimír Sychra, Vojtěch Tittelbach, Jan Bauch nebo Miloslav Holý. Během druhé světové války pracoval jako totálně nasazen v ČKD. V roce 1945 se zapsal na Vysokou školu uměleckoprůmyslovou v Praze do ateliéru užité grafiky a knižního umění profesora Antonína Strnadela, kde absolvoval v roce 1950.
V roce 1957 se stal členem Sdružení českých umělců grafiků Hollar. Patřil k jeho aktivním členům. Účastnil se nejen společných výstav, ale byl aktivní při tvorbě alb, grafických kalendářů, spolkových prémií atd. Od roku 1958 působil také ve Spolku sběratelů a přátel exlibris. Mezi lety 1974 až 1989 byl členem výboru spolku.
V letech 1961 až 1985 působil jako profesor serigrafie, figurální a návrhové kresby na Výtvarné škole Václava Hollara.

## Tvorba
Jaroslav Kaiser byl především grafik, jeho malířská tvorba je méně známá a zůstala na okraji jeho zájmu. V počátcích tvorby se věnoval černobílé grafice, později se zajímal o barevný linoryt a litografii. Také experimentoval se slepotiskem. V šedesátých letech ilustroval litografiemi dva bibliofilské tisky pro holandské sběratele. Pracoval i pro komerční nakladatelství.
Na počátku šedesátých let jej zaujal obor serigrafie – umělecký sítotisk, který používali tvůrci pop-artu, jako Roy Lichtenstein, Andy Warhol nebo Victor Vasarely. Jaroslav Kaiser významně přispěl k rozvoji této tiskařské techniky. Nezůstal u ověřených postupů, ale využíval přednosti serigrafie, jako byla barevnost a možnost kombinovat kresbu a barevnou plochu s fotografií způsobem, který připomínal koláž. Využíval různé tvary písma, šablony, výřezy a kresby. Jeho volná tvorba, grafické listy a ex libris, vycházela ze zájmu o nové technické objevy a technologie, počínaje lety do vesmíru, přes různá vesmírná tělesa až po motivy vzniklé zobrazením elektronovým mikroskopem. Další oblastí jeho inspirace byly kulturní a literární odkazy na Franze Kafku, Fráňu Šrámka, K. H. Máchu, Karla Čapka, Hermana Melvilla, sochaře Jana Štursu nebo vědce Bedřicha Hrozného a další osobnosti. Věnoval se i přírodním motivům, které zpracovával velmi realisticky.
V roce 1959 se začal věnovat ex libris, kterých průběžně vytvořil na tři sta sedmdesát. Zpočátku uplatňoval techniku litografie a barevného linorytu. Později však začala v jeho tvorbě převládat serigrafie. Rys, který charakterizoval Kaiserovy knižní značky byla barva, v litografiích většinou tlumená. Ale v linorytu a později v serigrafiích výrazná barva dominovala. Autor využíval formu koláže a kompozici doplňoval částmi fotografie, novin nebo časopisů. Náklad tisků byl většinou menší než sto kusů.
Jaroslav Kaiser byl také tvůrcem řady poštovních známek. V šedesátých letech vydal dva soubory knižních značek („Pražská domovní znamení" a „Zuzana a starci"). Přehled o celkovém počtu ex libris komplikuje skutečnost, že nebyl vytvořen soupis jeho tvorby. Autor neuváděl datum vzniku díla v tiskové desce ani u podpisu. V rámci drobné užité grafiky tvořil vlastní novoročenky a tisky pro nejbližší přátele.
První samostatnou výstavu uspořádal v roce 1959 ve Dvoře Králové nad Labem. Počínaje rokem 1966 se prezentoval na třiceti dvou výstavách ex libris, které postupně „mapovaly“ celou jeho tvorbu. Kolekci kombinovaných tisků představil na výstavě Euro Exlibris (1966), kterou uspořádala Oblastní galerie v Olomouci. Za svou kolekci získal Čestnou cenu.
Z dalších ocenění lze jmenovat:
- čestné uznání na 5. Trienale exlibris, Chrudim, 1968,
- hlavní cenu na Výstavě malých grafických forem, Banská Bystrica, 1969
- cenu Interexlibris v Kunstmuseu Frederikshavn, Dánsko, 1979
- cenu Internacional exlibris Stád Sint-Niklaas, Belgie, 1981
- třetí cenu v mezinárodní soutěži „650 let města Pardubic", 1990.[7]

V  roce 1977 mu byla vydána monografie (autor Mirko Kaizl) ve Frederikshavnu, v edici Exlibristen v nákladu sto padesát číslovaných výtisků. Jaroslav Kaiser do výtisků přidal šest originálních a podepsaných příloh. Stejné nakladatelství vydalo o rok později jeho soupis exlibris (opus 1–244/1955–1999), zpracované Ivo Prokopem.
Společně s Jiřím Boudou a Jaroslavem Kudrnou se podílel na publikaci Česká grafika XX. století, která byla vydána k osmdesátému výročí založení Sdružení českých umělců grafiků Hollar v roce 1997. Kniha poskytuje přehledný obraz vývoje moderní grafiky. Uvádí jednotlivé autory chronologicky podle data narození a zdůrazňuje postavení grafiky v českém umění.
Tvorba Jaroslava Kaisera je zastoupena ve sbírkách Národní galerie Praha, Galerie hlavního města Prahy, v Kunsthaus Hamburk, v Museum of Modern Arts Skoplje, Prefectural Museum o Modern Arts Saitana v Japonsku a dalších.